# 死神の名付け親
死神の名付け親(しにがみのなづけおや Der Gevatter Tod)は、『グリム童話』（Kinder- und Hausmärchen）に収録されている作品(KHM 44)。
この場合の「名付け親」とは代父のこと。
三遊亭圓朝の落語「死神」の原典の一つと考えられている。

## あらすじ
ある貧乏な男のもとに子が生まれる。男は名付け親のなり手を捜し街道に出た。神、悪魔、死神と順に出会い、死神に息子の名付け親になってもらう。死神は男に、息子が将来金銭的に成功を収めることを約束する。
成長した息子のもとに死神が現れる。死神は息子を薬草の群生地に案内し、「お前が病人の元に呼ばれることがあれば私も付いていこう。私が横たわる病人の枕元に立っていたら薬草を飲ませなさい。その人間の命は助かる。足下に立ったならその人間の命は私のものだ」と教える。息子は死神の教えを利用して名医になる。
ある日、国王が病にかかる。死神は王の足下に立っていたが、息子は死神を騙して王の命を救う。二度目はないときつく叱られたが、その後王女が病気になり、息子はまたしても死神を騙してその命を救う。
怒った死神は息子を地獄の洞穴に連れて行く。そこには人の命を表すろうそくが林立していた。死神は息子に彼の命のろうそくを見せる。今にも消えそうな弱々しい炎だった。息子は大きなろうそくに火を接ぎかえてくれと懇願し死神はそれを了承するが、作業をわざと失敗しろうそくの火は消えた。